# Mezoregion Górnej Biebrzy
Mezoregion Górnej Biebrzy (II.12) – mezoregion przyrodniczo-leśny w Krainie Mazursko-Podlaskiej.
Mezoregion położony jest w północno-wschodniej Polsce w woj. podlaskim. Graniczy z mezoregionami: Puszczy Augustowskiej, Wysoczyzny Białostockiej, Kotliny Biebrzańskiej oraz Pojezierza Ełckiego. Powierzchnia mezoregionu wynosi 655km². Mezoregion zajmuje obszar wokół górnego biegu Biebrzy.
Lasy zajmują ok. 37% powierzchni regionu (około 241km²). 71% powierzchni lasów zarządzanych jest przez Regionalną Dyrekcję Lasów Państwowych w Białymstoku (południowo-wschodnia część Nadleśnictwa Augustów, południowa Nadleśnictwa Płaska i północna Nadleśnictwa Czarna Białostocka).
Najczęściej występują krajobrazy zalewowych den dolin – akumulacyjne. Rzadsze są krajobrazy eoliczne pagórkowate oraz peryglacjalne pagórkowate, równinne i faliste. Najczęściej spotykanymi utworami geologicznymi są plejstoceńskie piaski i żwiry sandrowe zlodowacenia północnopolskiego oraz holoceńskie piaski, żwiry, mady rzeczne, torfy i namuły.
We wschodniej części regionu występują bory i bory mieszane z domieszką świerka, z udziałem łęgów jesionowo-olszowych i olsów oraz grądy.